# Vincent-Marie Viénot de Vaublanc
Vous lisez un « article de qualité » labellisé en 2007.
Pour les articles homonymes, voir Vaublanc (homonymie) et Vienot.
Pour les autres membres de la famille, voir Famille Viénot de Vaublanc.
Vincent-Marie Viénot de Vaublanc, dit le comte de Vaublanc, baron de l'Empire, né le 2 mars 1756 à Fort-Dauphin à Saint-Domingue, aujourd’hui Fort-Liberté, à Haïti, et mort le 21 août 1845 à Paris, est un homme politique, homme d'État, écrivain français, de religion catholique et de tendance royaliste.
Sa carrière politique l’amène à côtoyer successivement Louis XVI, Barras, Napoléon, le comte d’Artois, futur Charles X, et enfin Louis XVIII. Proscrit et recherché par quatre fois par les différents régimes politiques, jamais arrêté, il parvient à chaque fois à rentrer en grâce. Dans une carrière longue et mouvementée, il est successivement député monarchiste sous la Révolution et pendant le Directoire, proscrit sous la Terreur, préfet de Napoléon, ministre de l’Intérieur de Louis XVIII et pour finir sa vie politique, député ultra-royaliste. Il est notamment connu pour l’éloquence fougueuse de ses discours et sa réorganisation controversée de l’Académie française en 1816 en tant que ministre de l’Intérieur. Et enfin pour ses Mémoires.
Il fait partie de ces personnages qui traversent et marquent cette période de l’histoire de France. Homme d’ordre au caractère affirmé, partisan modéré des « évolutions » de 1789, il finit sa vie politique sous la Restauration dans une position de radical contre-révolutionnaire.
Vincent-Marie est le grand frère du militaire et révolutionnaire Jean-Baptiste Bernard Viénot de Vaublanc et l'oncle du chambellan de Bavière Vincent-Victor Henri Viénot de Vaublanc fils de Jean-Baptiste Bernard.

## Formation militaire sous l'Ancien Régime
Vaublanc est issu d'une famille de Bourgogne anoblie par une charge de secrétaire du roi en 1697, il est le fils aîné du major Vivant-François Viénot de Vaublanc, commandant du Fort Saint-Louis à Fort-Dauphin. Il naît et grandit à Saint-Domingue où son père est cantonné. Il vient en France métropolitaine pour la première fois à l'âge de sept ans.
Après des études militaires à l'École de cadets de La Flèche durant cinq années et à l'École militaire de Paris de 1770 à 1774, il est décoré de l’ordre de Saint-Lazare avant même sa sortie d'école par le comte de Provence, le futur Louis XVIII, grand maître de l'ordre.
Sur les années d'études de Vincent-Marie de Vaublanc, François Bluche dans son ouvrage sur la noblesse française au XVIIIe siècle, écrit : "(…). Créole de Saint-Domingue, où son père exerce un commandement, Vaublanc a perdu deux ans dans une "méchante pension" de Paris. Il est donc en retard sur ses camarades. Après un bref examen, les pères lui donnent l'étiquette d'ignorant, le relèguent avec les autres cancres sur "les bas bancs" à la périphérie de la classe : il y passe tout le temps de sa classe de sixième, "occupé à prendre des mouches et considéré comme un pauvre diable dont on ne ferait jamais rien". Heureusement pour lui, les notes et appréciations sur les élèves sont transmises au duc de Choiseul, ministre de la Guerre, qui apostille chaque bulletin et recommande parfois au principal le fils de tel officier de son ancienne connaissance : ainsi Vaublanc obtient-il la protection du duc, en dépit d'une note très défavorable de ses maîtres. Intelligent et indépendant d'esprit, Vaublanc ne supporte ni le dogmatisme, ni la sottise, ni la contrainte. (…). Après le récit de son noviciat de La Flèche, le comte de Vaublanc a narré ses quatre années d'étude à l'école militaire de Paris, à la veille des réformes de M. de Saint-Germain. Dans la chaise de poste qui les mène en direction de la capitale, soixante cadets enthousiastes rêvent au prestigieux établissement qui va les accueillir, les introduire véritablement dans la carrière des armes. Combien seront déçus, à l'exemple du conteur lui-même, Vaublanc ne le dit pas, mais le laisse supposer. (…). Vaublanc, médiocre mathématicien et piètre grammairien, (…)"
Il est sous-lieutenant au régiment de la Sarre, appartenant au duc de La Rochefoucauld et dont son oncle Charles de Vaublanc est lieutenant-colonel, de 1776 à 1782. Il tient successivement garnison à Metz, à Rouen et à Lille puis il obtient des lettres de service pour Saint-Domingue où l'appellent quelques affaires de famille.
Il se marie là-bas avec Charlotte Saillenfest de Fontenelle dont il a une fille et revient en France en 1782. Il achète l'office de lieutenant des maréchaux de France pour Dammarie-les-Lys près de Melun. Il achète dans le même temps une maison dans la région. La profession indiquée lors de sa prise de fonction est propriétaire-cultivateur.
Cette charge qui consiste à concilier les gentilshommes en cas de litige lui permet de se faire connaître d'un certain nombre d'aristocrates de sa région. Elle lui donne aussi le temps de s'intéresser à l'agriculture, aux lettres et aux arts.

## Entrée en politique sous la Révolution

### Premières fonctions locales en vue de la convocation des États généraux
Séduit dans un premier temps par les idées nouvelles de la Révolution française, il se lance dans la carrière politique : il devient membre de l'assemblée de la noblesse du bailliage de Melun en 1789. Il se fait élire secrétaire de cette assemblée, sous la présidence de Louis-Marthe de Gouy d'Arsy, grand bailli de Melun, et dont fait aussi partie le célèbre marin et explorateur Bougainville. Cette assemblée est chargée de rédiger un cahier de doléances au Roi et de nommer un député aux États généraux. Il appuie la candidature de Fréteau de Saint Just, élu député de la noblesse pour la bailliage de Melun et qui devient ensuite membre de l'Assemblée constituante.
En 1790, Vaublanc est appelé aux fonctions de membre puis de président du conseil départemental, aussi appelé conseil général, de Seine-et-Marne. Il est élu président du directoire administratif de ce département,.

### Bras de fer perdu contre les Jacobins sous l'Assemblée législative
Lors de la dissolution de l'Assemblée constituante, des collèges électoraux sont formés pour élire de nouveaux députés. Vaublanc se fait élire président de celui de Seine et Marne. Le 1er septembre 1791, il est élu huitième député (sur une liste de onze) de Seine-et-Marne à l'Assemblée législative par 273 voix sur 345 votants. Il est l'un des rares ayant déjà une expérience politique, notamment sur la question des colonies antillaises, dans une assemblée composée essentiellement de novices en politique puisque, fidèles à leur serment, aucun membre de l'Assemblée constituante ne s'est représenté.

#### Figure du Club des Feuillants

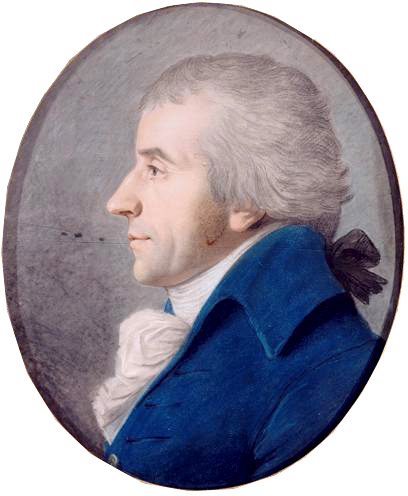
Brissot, l'un des chefs des Girondins, l'un des adversaires de Vaublanc à l'Assemblée législative.

L'historien de la Révolution française, Alphonse Aulard le décrit ainsi : 

« L'homme le plus en vue, l'orateur le plus important de
la droite royaliste était peut-être ce Viennot-Vaublanc, politicien
actif et habile, âme du parti clichyen sous le Directoire, [...]
La même suffisance,
le même aplomb se montrent dans les discours de
Vaublanc, mais avec plus de verve et de variété [ que Ramond ]. A la tribune,
il est volontiers tranchant, outrecuidant et maniéré;
mais il parle facilement, il s'impose, il se fait écouter à
force d'audace et d'art. Sa souplesse, plus réelle qu'apparente, s'adapte
à tous les personnages : il joue tour à tour,
et avec succès, le conservateur, le révolutionnaire, le flegmatique
l'exalté : aujourd'hui disciple de Jean-Jacques,
attendri sur lui-même, demain politique sceptique, pratique et
glacial ; au demeurant, maître de lui et souvent
maître de son auditoire. En somme, il tint avec bienséance
le rôle difficile et ingrat de défenseur d'une cour qui
n'avait ni politique ni courage. Personne, en ces temps de
guerre sans pitié, n'était assez calme pour goûter cette
virtuosité de Vaublanc et pour sentir le mérite de son audace
froide. Mais le Centre, plus d'une fois, se rangea à son
opinion et, séduit par ce beau rhéteur, donna une majorité
d'un jour aux partisans de la cour.
Vaublanc avait donc quelques-unes des plus précieuses
qualités de l'orateur, la souplesse, le tact, l'aplomb. Ajoutez
à cela qu'il improvisait à l'occasion et qu'en général rien ne
l'embarrassait à la tribune, ni son manuscrit, quand il
sait, ni les huées des galeries, ni l'indifférence de ses
amis : les plus rudes mécomptes ne faisaient qu'accroître
son aisance et sa bonne grâce. [...]
Ce parleur si vif montre, à l'occasion, du courage et du
sang-froid. Les huées, les menaces des tribunes ne le
déconcertent pas [...] »

Dès le premier jour de séance, il se fait remarquer en prononçant un discours dénonçant les mauvaises conditions dans lesquelles Louis XVI serait reçu par l'Assemblée le lendemain. En raison de ces déclarations, il est élu vice-président du 3 au 15 novembre 1791, par 104 voix (contre 92 pour Brissot l'un des chefs des Girondins) par une assemblée alors majoritairement royaliste. Il en devient ensuite président du 15 au 28 novembre 1791.
Le 29 novembre, Vaublanc est chargé de rédiger un message demandant au roi de retirer le veto qu'il a émis contre le décret du 9 novembre de l'Assemblée, qui a pour but de faire cesser l'émigration massive (encouragée notamment par les prêtres et les nobles) en menaçant les princes allemands de représailles s'ils continuent de servir de refuge à l’armée des princes (le comte d'Artois et le prince de Condé). L'Assemblée est tellement satisfaite de son travail que par une dérogation formelle à ses usages, elle lui demande, à la tête d'une députation de 24 membres, d'aller lire lui-même son message au roi en personne. Louis XVI répond qu’il prendrait en très grande considération le message de l’Assemblée et, quelques jours plus tard, lui annonce en personne ses résolutions à cet égard.
À cette occasion, Vaublanc se fait un nom en indiquant à l'Assemblée « que le roi s'était incliné le premier et qu'il n'avait fait que lui rendre son salut ». L'anecdote est révélatrice du basculement du rapport de force constitutionnel : le pouvoir législatif, incarné par l'Assemblée législative, a clairement pris l'ascendant sur le pouvoir exécutif incarné par Louis XVI qui n'est plus que le « Roi des Français ».
Vaublanc se range du côté du parti des monarchistes constitutionnels et s'inscrit au Club des Feuillants comme 263 autres de ses collègues (sur 745 députés). Il en devient l'un des chefs à l'Assemblée avec Jacques Claude Beugnot, Mathieu Dumas ou encore François de Jaucourt car leurs principaux dirigeants, comme Barnave ou Lameth, n'y siègent plus. Il s'oppose vivement aux gouvernements révolutionnaires en se faisant remarquer par son loyalisme au roi, son opposition aux mesures répressives concernant les prêtres réfractaires, aux lois votées confisquant les biens des émigrés et enfin en dénonçant les massacres d'Avignon. Les discussions se radicalisent. La foule qui assiste aux débats lui crie souvent ainsi qu'à certains de ses collègues comme Charles de Lacretelle « À la lanterne ! ». Nicolas de Condorcet, son collègue de l'Assemblée législative en 1791 qui ne l'apprécie guère, dit de lui : « Il existe dans toute assemblée de ces orateurs bruyants à tête creuse, qui produisent un grand effet avec des niaiseries redondantes ». Brissot le surnomme quant à lui : le « chef des bicaméristes ».

#### Inévitable la chute de la monarchie
En 1792, il est l'un de ceux qui défendent le comte de Rochambeau devant l’Assemblée et qui obtiennent son acquittement.
Le 2 mars 1792, il est élu membre du comité diplomatique de l'Assemblée en remplacement de Treil-Pardailhan. Suivant la majorité de l'Assemblée qui cherche à abolir l'esclavage dans les Antilles, il met toutefois en garde dans un discours du 20 mars les abolitionnistes purs et durs tels que Brissot qui connaissent mal la vie dans les colonies des risques de guerre civile possible, étant donné la diversité des catégories ethniques et sociales de la population de Saint-Domingue. Il soutient par ailleurs la loi du 4 avril 1792 donnant la citoyenneté à tous « les hommes de couleur et nègres libres ». Lors de la séance du 10 avril, il se prononce en faveur de l'abolition progressive de la traite des Noirs dans les colonies, à l'exemple du Danemark et de la Grande-Bretagne.
Le 3 mai 1792, il appuie la proposition de Beugnot qui provoque un décret d'accusation de Marat et de l'abbé Royou et le 8 mai, à l'Assemblée, il s'adresse aux Jacobins en ces termes : « Vous voulez, Messieurs, sauver la Constitution ; et bien, vous n'y parviendrez qu'en abattant les factions et les factieux ; qu'en ne combattant que pour la loi ; qu'en périssant avec elle et pour elle, et je vous déclare que je ne serai pas le dernier qui périra avec vous, pour son exécution ; croyez-le, Messieurs... ».
Le 18 juin, il est élu membre de la Commission extraordinaire des Douze, créée sur proposition de Marat, chargée d'examiner l'état de la France et de proposer les moyens de sauver la Constitution, la liberté et l'Empire. Il donne sa démission le 30 juillet.

##### Défense de La Fayette

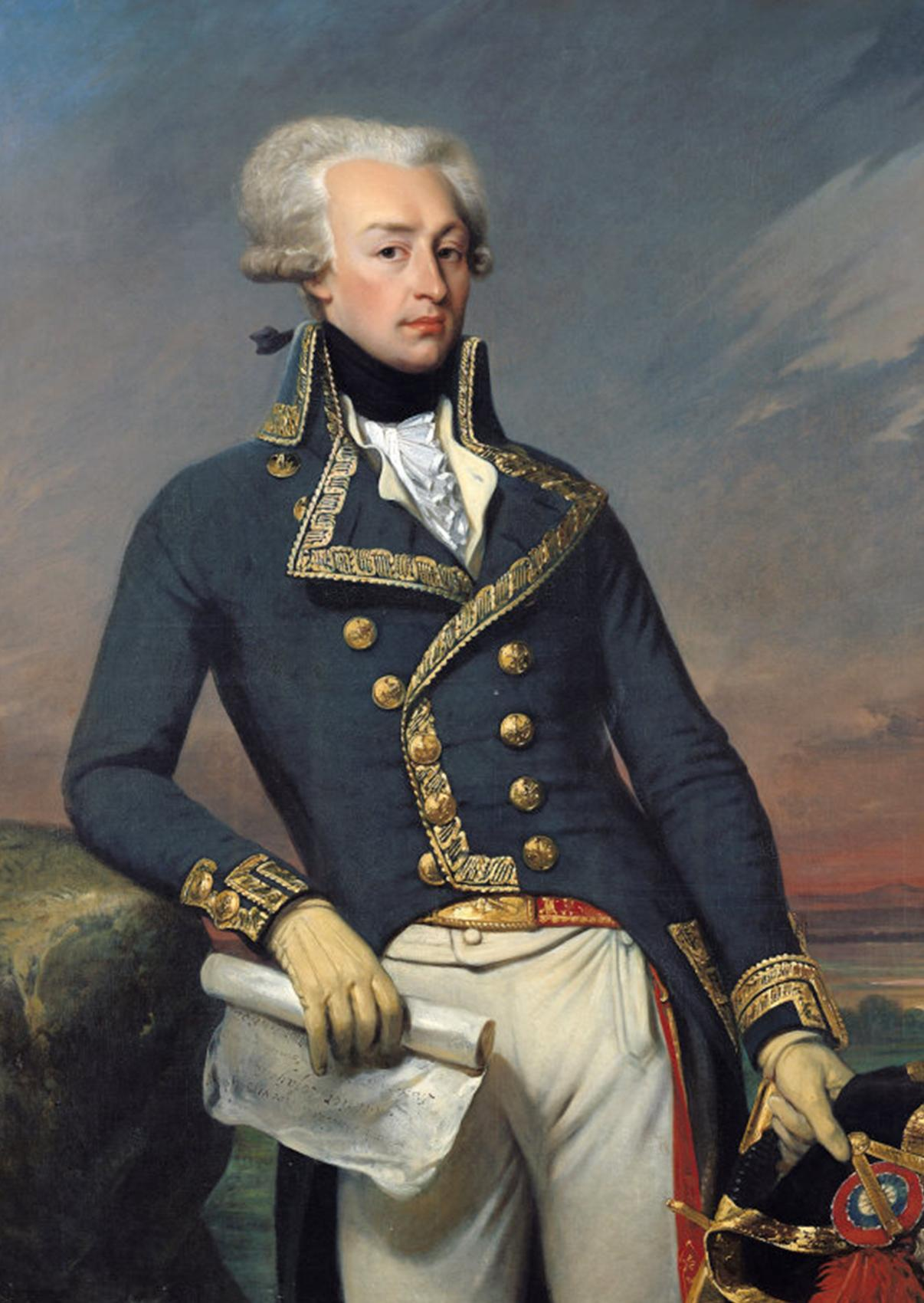
La Fayette

À la suite de la journée du 20 juin 1792, La Fayette se rend à Paris le 28 juin pour convaincre le Roi de quitter Paris et de se mettre à la tête de ses armées rassemblées dans le Nord. À la tête de la garde nationale, il tente de fermer les clubs mais sa tentative échoue en partie à cause du refus de la Cour de le suivre. Réagissant à cette tentative de coup de force, la gauche de l'Assemblée décide de proposer un décret de trahison à l'encontre de La Fayette.
Le 8 août 1792, inquiet et choqué par les évènements, Vaublanc prononce un discours devant l'Assemblée où il défend vigoureusement et courageusement, malgré l'opposition très vive des Jacobins dominant l'Assemblée et la rue, le général de La Fayette menacé du décret l'accusant d'avoir violé la Constitution. Il parvient (avec l'aide de Quatremère de Quincy) à rallier (selon ses dires), 200 députés indécis du centre à sa cause. La Fayette est acquitté par 406 voix sur 630 votants.
En sortant de la séance, Vaublanc, avec une trentaine de députés, est menacé, insulté et bousculé par la foule hostile qui a assisté aux débats. Certains de ces députés doivent même se réfugier au corps de garde du Palais-Royal d'où ils s'échappent par les fenêtres. Selon Hippolyte Taine : « Quant au principal défenseur de La Fayette, M. de Vaublanc, assailli trois fois, il eut la précaution de ne pas rentrer chez lui ; mais des furieux investissent sa maison en criant que quatre-vingts citoyens doivent périr de leur main, et lui le premier ; douze hommes montent à son appartement, y fouillent partout recommencent la perquisition dans les maisons voisines, et, ne pouvant l'empoigner lui-même, cherche sa famille ; on l'avertit que s'il rentre à son domicile, il sera massacré ».
Le 9 août, Vaublanc demande en conséquence l'éloignement des « fédérés » et des « marseillais ». La demande est rejetée par une majorité de l'Assemblée.
Il s'oppose aussi, le même mois, au rétablissement des passeports, soutenant la motion de Stanislas Gérardin, ancien élève de Rousseau originaire de l'Oise. Suscitant la polémique dans l'hémicycle, il affirme que des décisions irréfléchies pourraient transformer la France en « couvent où la liberté ne serait connue que de nom. »

##### Journée du 10 août 1792

La Prise des Tuileries le 10 août 1792 par Jean Duplessis-Bertaux, Musée du château de Versailles

Lors de la journée du 10 août 1792 qui marque le renversement du régime de l'Assemblée législative par la commune insurrectionnelle de Paris et la fin de la monarchie, il assiste de son fiacre au renversement de la statue de Louis XIV de l’actuelle place Vendôme. Il enjoint l'Assemblée de quitter Paris pour Rouen (alors royaliste) pour échapper à la pression révolutionnaire ; il échappe à une tentative d'assassinat, sauvé de justesse d'un coup de sabre par un jeune officier du génie, le capitaine Louis Bertrand de Sivray, futur général d'Empire Bertrand.
Il est l'un des témoins oculaires de l'arrivée de la famille royale venue se réfugier depuis les Tuileries assiégés pour se mettre sous la protection de l'Assemblée législative, ce qu'il décrit plus tard dans ses Mémoires.

### Proscrit sous la Convention et la Terreur (1792-1795)

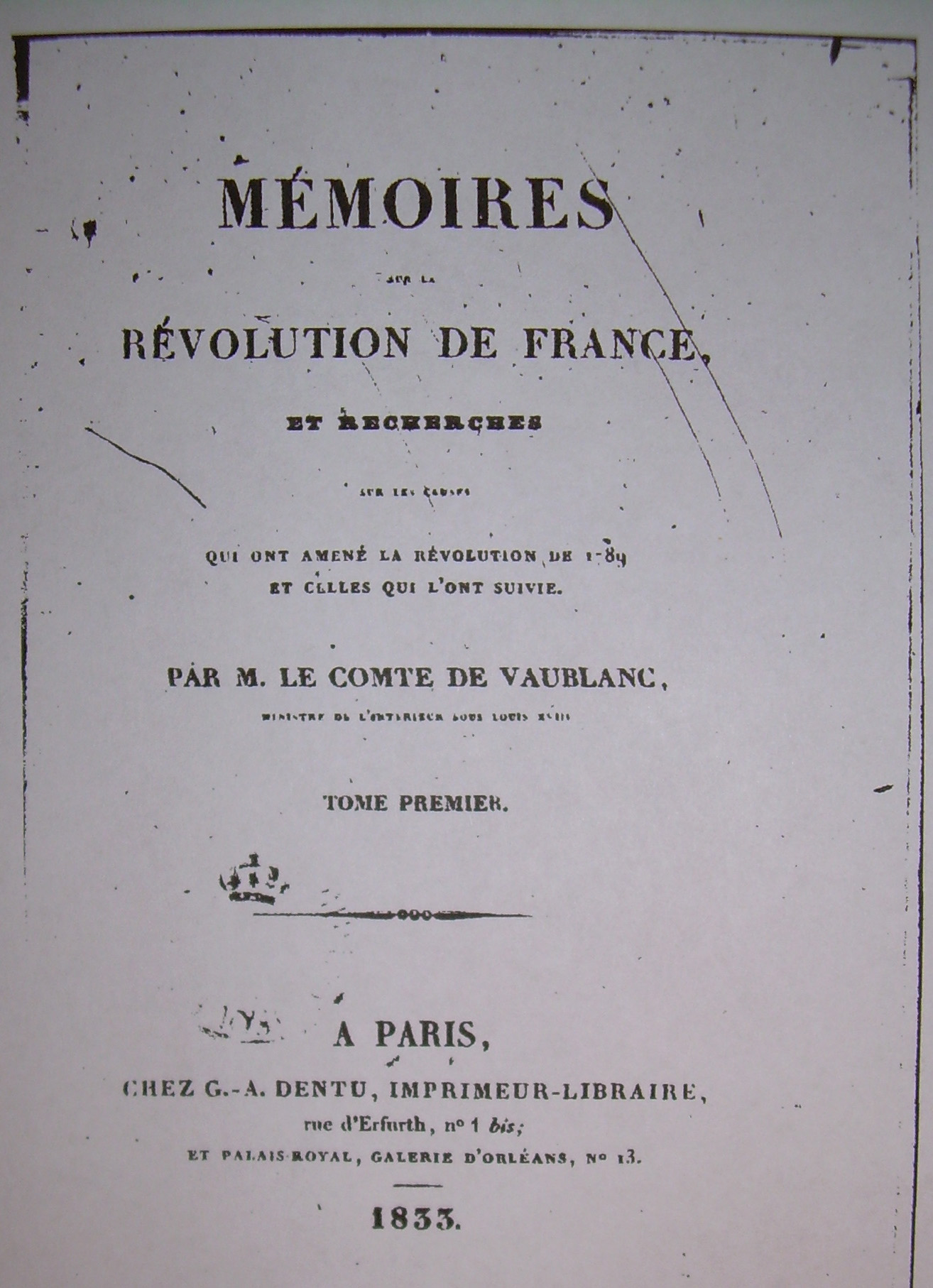
Page de garde des Mémoires de Vaublanc.

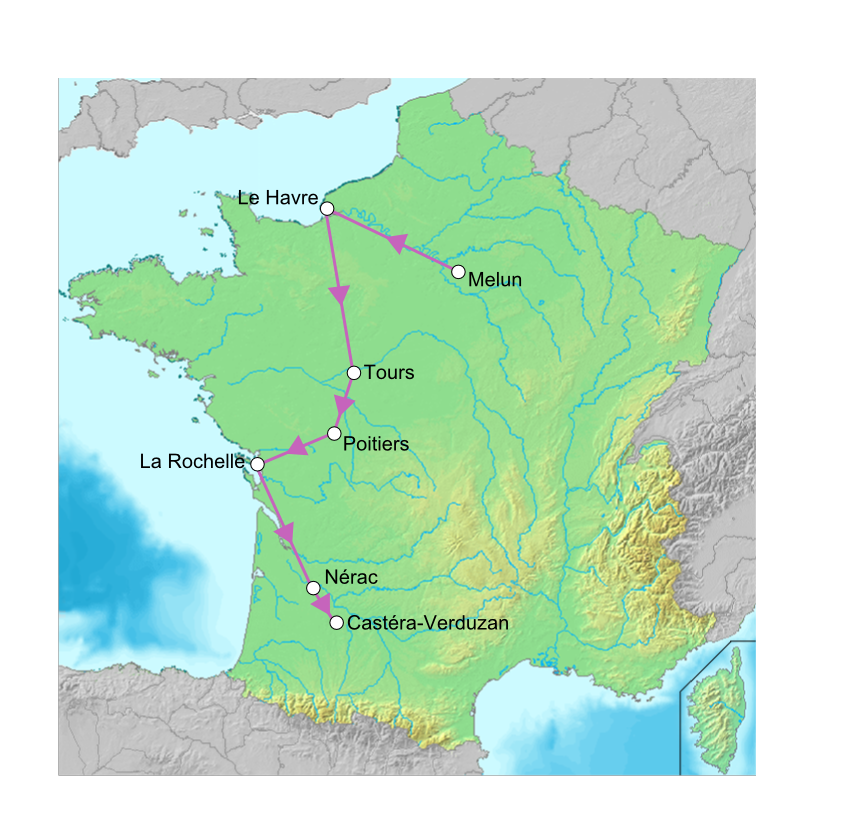
Les pérégrinations de Vaublanc sous la Terreur.

Le soir du 10 août, il doit se réfugier chez Camus, l'archiviste de l'Assemblée. Quelques jours plus tard, il se réfugie à l'hôtel de Strasbourg, rue Neuve Saint Eustache. Le 3 septembre 1792, il entend des hurlements dans la cour de son hôtel et pense alors avoir été dénoncé, il s'agit en fait du passage de la foule brandissant la tête de la princesse de Lamballe fichée sur une pique.
Les Comités du salut public et de surveillance de la Convention, nouvellement mis en place, émettent un ordre dans lequel il est mis hors la loi, inscrit sur la liste des proscrits par la municipalité de Paris. Ce décret le contraint à quitter la ville et à se réfugier dans un premier temps en Normandie, où il retrouve sa famille, puis dans sa maison de campagne de Bélombre près de Melun. Il y vit reclus pendant plusieurs mois. Il y apprend notamment que le journal Gorsas l'accuse comme d'autres d'avoir « reçu 300 000 francs de la reine pour organiser la contre-révolution en Provence » et qu'il « la voyait en secret ».
La loi des suspects est votée le 17 septembre 1793. Son nom y figure. Un détachement révolutionnaire vient fouiller sa maison ce qui l'amène à « courir les grands chemins » seul à pied, se dirigeant au hasard des circonstances. Il erre d'auberge en auberge, il décrit notamment son angoisse d’être dénoncé lorsqu'il arrive dans une ville et qu'il doit faire viser son passeport par le comité de surveillance local.
Lors du procès de la reine Marie-Antoinette, les 14 et 16 octobre 1793, son nom apparaît sur une pièce de l'accusation avec celui de François de Jaucourt,.
Choisissant de se diriger vers le Sud de la France et Bordeaux, il change de direction après avoir appris la répression féroce qu'y mène Tallien, le représentant de la Convention, et donc les risques encourus. Il passe notamment par Poitiers et La Rochelle où il demeure un mois. Voulant échapper au risque de se faire enrôler dans la garde nationale, où il aurait risqué d'être reconnu, il se fait passer pour malade et se fait prescrire une cure thermale à Castéra-Verduzan dans le Gers. Pour ne pas éveiller les soupçons sur sa prétendue maladie, il se pique régulièrement les gencives pour reproduire les symptômes d'un « scorbut inguérissable ». C'est dans cette ville qu'il apprend la chute de Robespierre le 9 thermidor (27 juillet 1794). Il doit néanmoins attendre encore quatre mois pour retourner à Paris le temps que sa famille ait obtenu la levée de son arrêt de proscription.

### Activiste royaliste et contre-révolutionnaire pendant le Directoire (1795-1799)

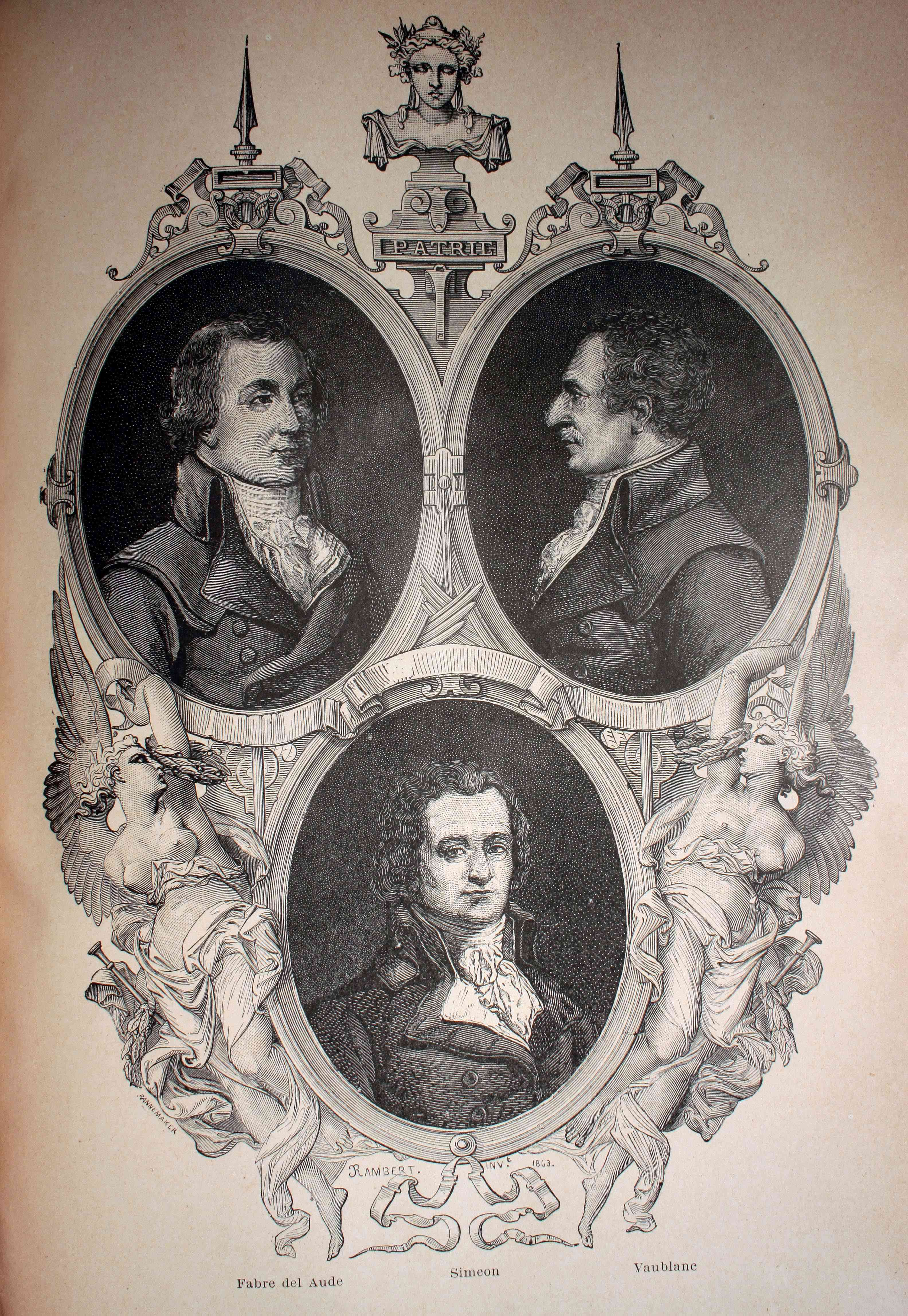
Portrait de Vaublanc en haut à droite accompagné des portraits de Jean-Claude Fabre de l'Aude, a gauche et de Joseph Jérôme Siméon en bas.

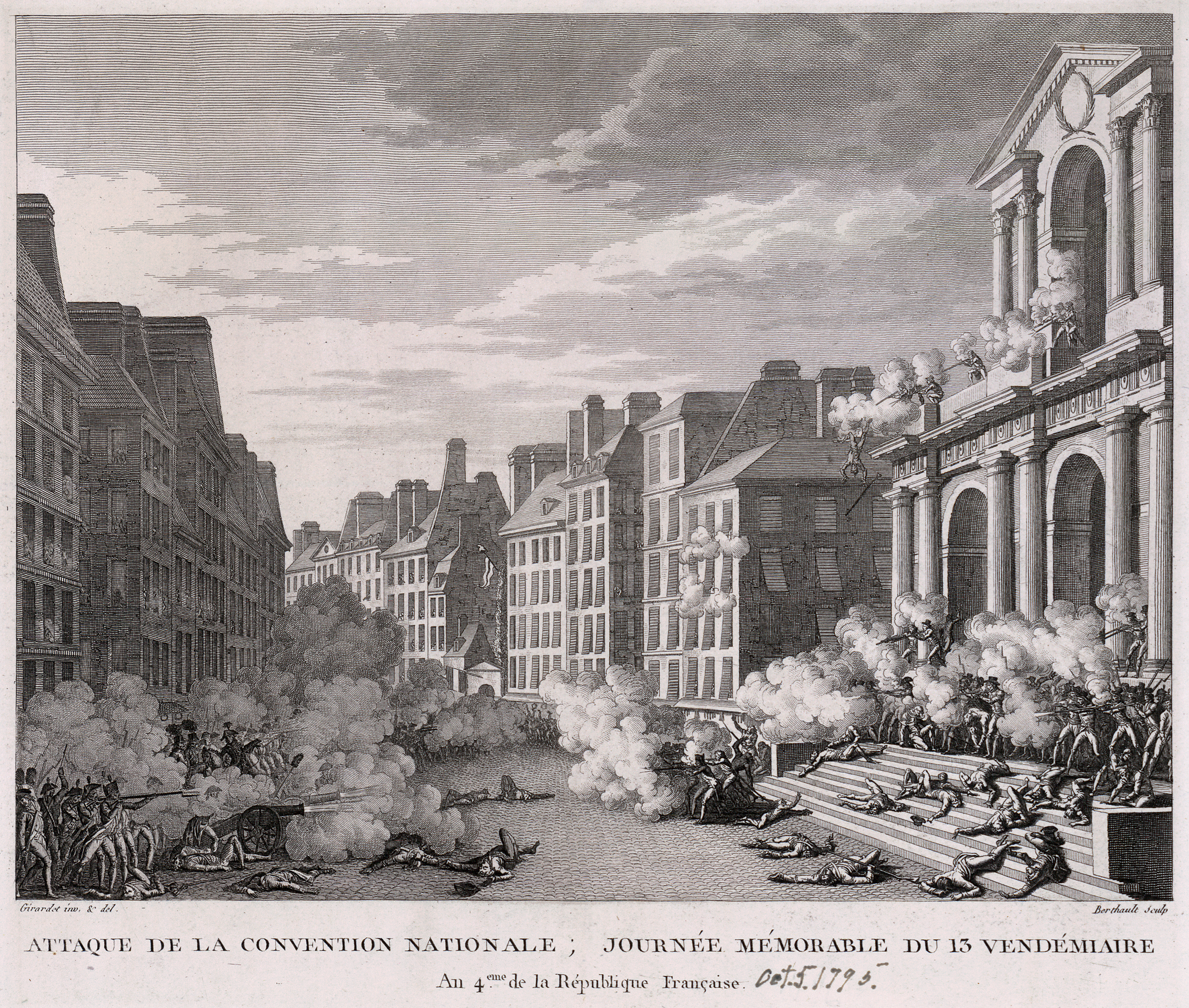
« Attaque de la Convention nationale. Journée mémorable du 13 vendémaire. An 4e de la République française. »
Eau-forte de Pierre-Gabriel Berthault d'après Abraham Girardet (1795).

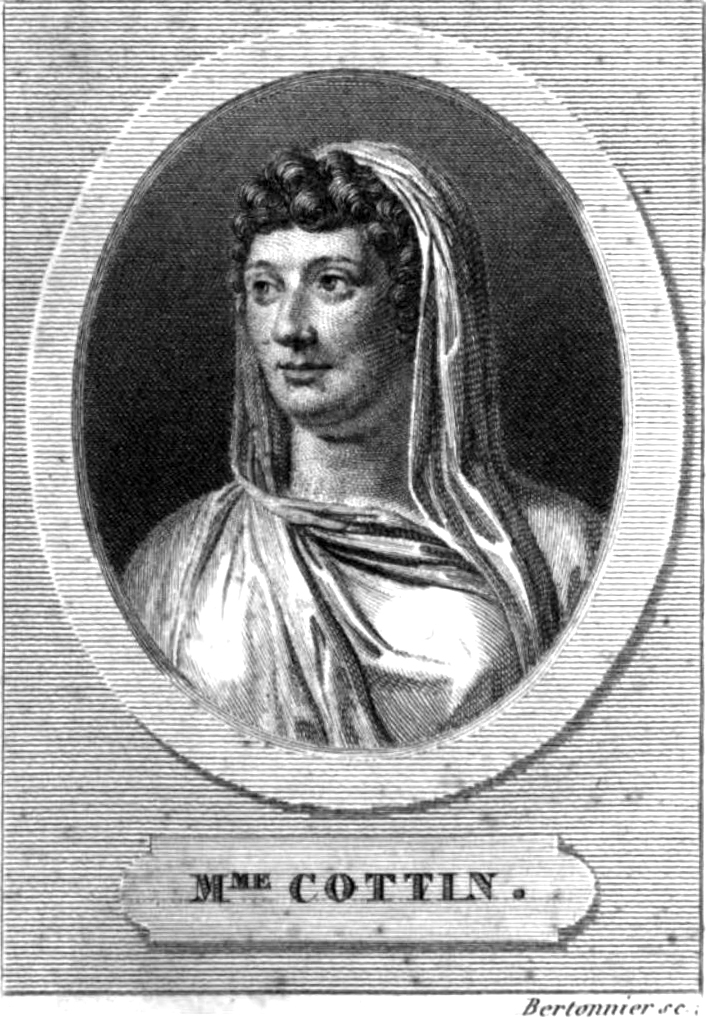
La célèbre écrivaine Sophie Cottin, chez qui Vaublanc trouva refuge à la suite de l'insurrection de Vendémiaire.

De retour à Paris au printemps 1795, il fait paraître anonymement ses Réflexions sur les bases d'une constitution par le citoyen ***, sous le pseudonyme de Louis-Philippe de Ségur présenté par son ami Jean-Baptiste-Marie-François Bresson, alors député de la Convention nationale, qui ordonne de faire imprimer le texte. Dans cet ouvrage, il préconise la création de deux chambres parlementaires au lieu d'une seule comme c'était le cas sous la Convention. Le régime monocaméral de la Convention, dont il critique la Constitution (celle de 1793), étant selon lui une des causes de la Terreur. Il préconise aussi l'installation d'une seule personne à la tête de l'exécutif, dans une optique de meilleure efficacité. Il s'oppose donc sur le plan constitutionnel au régime du Directoire et ses cinq dirigeants.
À la suite de la parution de ce livre, la commission composée de Daunou et de François-Antoine de Boissy d'Anglas et chargée d'élaborer la future Constitution de l'an III (celle du Directoire) l'invite à venir exprimer ses idées, ce que Vaublanc refuse. Ses conseils sont partiellement suivis puisque pour la première fois en France deux chambres voient le jour sous les noms de Conseil des Anciens et Conseil des Cinq-Cents pour représenter le pouvoir législatif.
Opposé au décret des deux tiers, il remplit un rôle actif avec Antoine Chrysostome Quatremère de Quincy lors de l'insurrection du 13 vendémaire de l'an IV (5 octobre 1795). À cette occasion, il découvre le génie tactique du général Bonaparte surnommé le général Vendémiaire. Il est membre du comité central royaliste qui doit remplacer la Convention.
Le 25 vendémiaire (17 octobre), en tant que chef de la section royaliste du Faubourg Poissonnière, il est condamné à mort par contumace par une commission militaire présidée par le général Lostange, siégeant au Théâtre-Français. Cette nouvelle condamnation l'oblige une seconde fois à vivre caché. Il se réfugie notamment chez Sophie Cottin amie de la femme de Jean-Baptiste-Marie-François Bresson. Il met à profit cet isolement contraint pour se consacrer de nouveau à l'une de ses passions : le dessin.
Quelques jours auparavant, à la suite de l'adoption de la constitution de l'an III, la Convention a convoqué les collèges électoraux. Cette élection amène alors une majorité de royalistes au Conseil des Anciens et au Conseil des Cinq-Cents. Le collège de Melun élit le 15 octobre 1795 Vaublanc député de Seine-et-Marne au Conseil des Cinq-Cents. Il doit cependant attendre pour siéger l'abrogation de sa condamnation pour inconstitutionnalité par ses amis du conseil Desfourneaux et Pastoret, ce que la peur engendrée au sein de l'Assemblée par la Conjuration des Égaux à la fin août 1796 facilite. Il prononce le 16 fructidor (2 septembre 1796) le fameux serment « Je jure haine à la royauté et à l'anarchie ! ». Pour l'anecdote, l'un des assistants montagnards, lui aurait crié : « Plus haut ! », Vaublanc sans se déconcerter lui aurait répondu : « Et vous plus bas ! »
Profondément choqué par les émeutes de Saint-Domingue et la fuite de colons durant la Terreur, il se prononce avec ses collègues clichiens Louis Thomas Villaret de Joyeuse, François Barbé-Marbois et François-Louis Bourdon entre la fin de 1796 et le printemps 1797 en faveur d'un retour à l'ordre colonial traditionnel antérieur à l'abolition de l'esclavage qui n'est alors effective que depuis quelques années. Ensemble, ils tentent de déstabiliser Léger-Félicité Sonthonax et se font contrer, en la matière, par Joseph Eschassériaux. Ainsi, dans son discours aux Cinq-Cents du 10 prairial an V (29 mai 1797), Vaublanc dénonce avec véhémence la situation de Saint-Domingue, qu'il impute à la liberté des Noirs. Barras, l'homme fort du régime, dans ses Mémoires, dit de lui qu'ils ont les mêmes opinions à propos de cette colonie.
L'élection de l'an V (mai 1797), qui renouvelle le tiers des chambres, renverse la donne en faveur des royalistes qui deviennent majoritaires dans les deux conseils. Ainsi, le 20 mai 1797 (20 prairial an V), Pichegru est élu président du Conseil des Cinq-Cents et Barbé-Marbois au Conseil des Anciens. Vaublanc, quant à lui, est élu comme l'un des quatre secrétaires du bureau du Conseil des Cinq-Cents avec Joseph Jérôme Siméon, Henry-Larivière et Jean-Nicolas-Jacques Parisot.
Le même jour, le corps législatif procède au remplacement du directeur républicain Le Tourneur, qui a été tiré au sort, par le royaliste modéré François Barthélemy, alors ambassadeur de la France en Suisse. Vaublanc vote contre cette nomination, lui préférant le général de de Beurnonville, connu pour sa poigne.
La nouvelle majorité soutient la liberté de la presse qui permet d'attaquer librement le Directoire. Le club de Clichy, dont Vaublanc est l'un des membres éminents, contrôle dès lors les deux conseils et menace directement le Directoire. Il est notamment nommé à la commission des inspecteurs du conseil des Cinq-Cents; avec Pichegru, Isidore-Étienne Delarue, Antoine Claire Thibaudeau et l'abbé Émery; dont le rôle est de faire la police et maintenir la sécurité au sein des conseils. Il a de ce fait le pouvoir de donner des ordres aux brigadiers des conseils.
Le Directoire acculé, contre-attaque en approchant de Paris l'armée de Sambre-et-Meuse, forte de 80 000 hommes, commandés par Hoche. Dans le même temps, avec Siémon, Vaublanc plaide et obtient du Conseil, le 6 thermidor (24 juillet), l'interdiction provisoire des clubs. Le club de Salm est immédiatement fermé. En revanche, le club de Clichy s'installe secrètement chez Gibert-Desmolières, au no 12 de la place Vendôme, où les royalistes se réunissent tous les soirs, au nombre de quatre-vingt, jusqu'au 4 septembre,.
Le 16 juillet 1797, sous la pression des conseils, les trois directeurs républicains Barras, Reubell et La Reveillière-Lépeaux, décident un remaniement ministériel, en défaveur des royalistes. Le 3 septembre, Vaublanc (selon ses dires), avec son collègue l'amiral Louis Thomas Villaret de Joyeuse et d'autres clichiens, est sur le point de tenter un coup d'État contre le triumvirat des directeurs républicains. Le plan des Clichiens qui a convaincu le directeur Lazare Carnot est simple. Vaublanc est chargé de prononcer un discours le 4 septembre devant le Conseil des Cinq-Cents exigeant la mise en accusation des trois directeurs républicains. Pendant ce temps, le général Pichegru, convaincu par Carnot de rentrer dans la conspiration et à la tête de la garde du Corps législatif, aurait pour rôle de venir arrêter les directeurs
Malheureusement pour lui, le général Bonaparte, alors chef de l'armée d'Italie, intercepte entre-temps un agent royaliste, Louis-Alexandre de Launay, comte d'Antraigues, en possession de documents concernant cette conspiration et de la trahison de Pichegru. Il envoie alors le général Augereau et son armée à Paris où celui-ci fait placarder la trahison de Pichegru dans les rues: c'est le coup d'État du 18 fructidor an V (4 septembre 1797). Les principaux conspirateurs sont soit arrêtés et déportés en Guyane comme Pichegru et Barthélémy, soit en fuite tels que Carnot ou Vaublanc. Ce dernier réussit à quitter les limites de Paris, alors en état de siège, en se cachant dans un fiacre avec la complicité de Rochambeau. Il s'exile en Italie, déguisé sous divers accoutrements, en passant par la Suisse avec son ami Pastoret.
À deux reprises, entre 1796 et 1796, son futur parent par alliance, le riche entrepreneur Christophe Potter, est chargé par Barras d'une négociation avec l'Angleterre, en vue d'un rétablissement monarchique. Le ministre anglais et le comte de Vaublanc attestent de ce fait peu connu dans leurs mémoires.

## Ralliement à Napoléon Bonaparte
Le Coup d'État du 18 Brumaire de l'an VIII (10 novembre 1799) et l'avènement du Consulat qui émet un décret permettant le retour des proscrits lui permettent de revenir en France où il est présenté à Bonaparte.

### Député au Corps législatif
En 1800, Vaublanc est élu par le Sénat conservateur, député du Calvados, parmi les 300 membres du Corps législatif où il exerce les fonctions de questeur, pour un mandat de cinq ans. Il est, entre autres, chargé de rédiger un rapport sur le Consulat à vie.
Son admiration et la reconnaissance qu'il voue à Napoléon Bonaparte pour avoir rétabli « l'ordre en France et mis fin aux persécutions des prêtres », peut se voir dans quelques-uns de ses discours de l'époque dont celui prononcé le 24 floréal de l'an X aux consuls, en tant que député du Corps législatif, discours élogieux pour le 1er consul, ou encore celui du 13 janvier 1805 (24 nivôse an 13), cette fois devant Napoléon 1er, devenu entre-temps empereur des Français, avec Jean-Pierre Louis de Fontanes, président du Corps législatif en exercice, lors de l'inauguration d'une statue en marbre de l'Empereur dans le hall du Corps législatif, pour honorer le père du code civil.
Il est président du Corps législatif du 21 avril au 7 mai 1803.
Le 4 novembre 1804, le pape Pie VII, faisant étape dans son voyage vers Paris à l'occasion du couronnement de l’Empereur, passe la nuit dans sa maison de Montargis, au 28 de la rue de Loing.

### Préfet de la Moselle 1805-1814
À la fin de son mandat de député en 1805, le collège électoral de Seine-et-Marne le porte candidat au Sénat conservateur mais il n'est pas retenu. S'intéressant à l’organisation administrative et territoriale nouvellement mise en place, il sollicite et obtient une préfecture. Il est nommé le 1er février 1805 préfet de la Moselle, à Metz, jusqu'en 1815. Il s'y fait remarquer par son activisme. Selon Odette Voillard, « il entretient les meilleurs relations avec les notables du pays. Élégant gentilhomme qui parcourt à cheval son département, il a tendance à réinstaller aux postes dirigeants les principales familles de l'ancienne société. ». Il contribue de plus à étendre l'usage du français dans l'instruction publique d'un département peuplé pour partie de populations de langue germanique au détriment des autochtones. La baronne de Vaublanc apporte son soutien à l'œuvre du docteur Morlanne.
Le préfet Vaublanc se montre un serviteur zélé du régime napoléonien. Ainsi Bernard Kappaun, qui dans un article, étudie la conscription en Moselle à cette époque en s'appuyant sur les archives et ses Mémoires, cite son efficacité dans les levés de conscrits:

« Le Préfet, personnage central des opérations de levées « Je n'ai cessé de regarder la conscription comme la partie la plus importante de mes attributions » a dit le préfet Vaublanc dans ses mémoires. Il n'y a pas d'exagération dans sa remarque car il parle en connaissance de cause puisqu'il a été pour ainsi dire l'unique préfet impérial de la Moselle en succédant en 1805 à Colchen et en restant à ce poste jusqu'à la chute de l'Empire en 1814. Ce royaliste convaincu, rallié à Napoléon Ier par affinité personnelle a été subjugué par la gloire militaire de l'Empereur et il l'a servi sans trahir pendant toute l'épopée impériale. Il est possible de tirer quelques traits de son caractère à travers des idées-forces qui reviennent sans cesse dans la correspondance préfectorale. D'abord sa soumission inconditionnelle à Napoléon Ier. Il se montre un zélé serviteur de l'Empereur et il traduit ses paroles dans les faits. Par exemple, jamais il n'a dépassé les délais prescrits par le Directeur de la conscription. Dès 1805, il passe brillamment son examen de passage en expédiant les levées actives et de réserve dans les délais sans qu'il manque un conscrit au contingent. »

Napoléon ne manque pas pendant cette période de le remercier pour son zèle en le couvrant d'honneurs. Il est fait chevalier de la Légion d'honneur, chevalier d’Empire le 28 novembre 1809 puis baron d'Empire par lettres patentes du 19 décembre 1809 (titre héréditaire régulier), gratifié en prime le 17 juillet 1810 d'un majorat en Hanovre. Le 22 mars 1812, il obtient un décret impérial de réversion de son titre de baron d'Empire au profit de son petit-fils Henri-Martial-Adolphe de Segond.
En juin 1812, il a une entrevue avec l'empereur de passage à Metz. Il lui fait part de ses objections à propos de la future campagne de Russie mais celui-ci ne l'écoute pas. Lors de la campagne de France en 1813 et du repli de l’armée de Mayence vaincue à Leipzig, un grand nombre de soldats blessés s'est réfugié dans Metz, propageant une épidémie de typhus ; Vaublanc en fut atteint et manque d'en périr.
Cette même année Vaublanc prend le titre de courtoisie de comte.
En 1814, il ouvre les portes de Metz et accueille avec enthousiasme les coalisés.

## Ralliement à Louis XVIII

### Avec la première Restauration et malgré les Cent-Jours
Maintenu préfet de la Moselle lors de la première Restauration, il est promu officier de la Légion d'honneur le 23 août 1814. Lors du retour de Napoléon, il reste préfet dans l'espoir de conserver Metz à Louis XVIII où il essaie avec le maréchal Oudinot, gouverneur militaire de la ville de Metz, d'empêcher les ralliements bonapartistes. Un ordre d'arrestation publié par le maréchal Davout dans Le Moniteur universel le contraint à s'enfuir en direction du Luxembourg pour rejoindre Louis XVIII à Gand où ce dernier s'est réfugié.
La petite histoire lui fait dire à l'officier embarrassé de devoir l'arrêter à Metz : « Soyez tranquille pour moi. Mais il faut penser à vous même ; il ne faut pas que l'on vous voit sortir de la grande cour de la préfecture » et Vaublanc le reconduit par une sortie annexe avant de s'enfuir à cheval.
À son arrivée à Gand, il côtoie Chateaubriand qui le cite dans ses Mémoires d'outre-tombe : « M. de Vaublanc et M. Capelle nous rejoignirent. Le premier disait avoir de tout dans son portefeuille. Voulez-vous du Montesquieu ? en voici ; du Bossuet ? en voilà ». Il remet au Roi, par l'intermédiaire du comte d'Artois, plusieurs mémoires sur l'état du pays et lui prédit qu'il « serait de retour à Paris avant deux mois ».
Sous la Seconde Restauration, pour le remercier de son ralliement lors des Cent-jours, Louis XVIII le nomme sur le champ conseiller d'État et le fait, le 27 décembre 1815, grand officier de la Légion d'honneur.
Le 12 juillet 1815, Louis XVIII le nomme préfet des Bouches-du-Rhône avec pour mission de faire libérer 500 à 600 prisonniers bonapartistes enfermés à Marseille, tâche qu'il exécute (Marseille s'est donnée aux Anglais et connaît des émeutes sanglantes anti-bonapartistes).

### Ministre de l'Intérieur ultra-royaliste (26 septembre 1815 - 7 mai 1816)
Souhaitant faire oublier son passé bonapartiste, il est connu pour être l'un des plus fervents animateurs du parti des Ultras : Victor Hugo dans Les Misérables le raille d'avoir été, une fois ministre de l'Intérieur, jusqu'à faire enlever les N des ponts de Paris comme celui d'Iéna.
Ayant une réputation de bon royaliste pendant la Révolution et de bon administrateur sous l'Empire dans les milieux royalistes, Vaublanc est choisi comme ministre de l'intérieur du nouveau ministère mené par le duc de Richelieu plutôt que Charles Joseph Fortuné d'Herbouville. Ce dernier est nommé en contrepartie directeur général des Postes.
Le 26 septembre 1815, grâce à l'appui décisif du comte d'Artois dont il est un intime, il est nommé par le roi ministre de l'Intérieur. Le nouveau président du conseil, le duc de Richelieu qui a été contraint de le nommer aurait fait surseoir à statuer sa nomination mais Vaublanc, alors à Marseille, déjà au courant de la nouvelle, accourt occuper son ministère.
Cette nomination sur sa proposition montre l'influence qu'entend exercer le comte d'Artois dans les gouvernements successifs de son frère. Il tient une cour rivale au pavillon Marsan et cherche à restaurer la monarchie absolue en abrogeant l'essentiel des apports de la Révolution française.
Régulièrement le duc de Fitzjames et le prince de Polignac viennent rendre visite au ministre pour faire la navette avec Monsieur frère du roi
Rudolf von Thadden, historien allemand contemporain qui s'appuie sur le discours de Martignac du 2 avril 1829, estime que sa nomination est plus due à son passé qu'à son talent,.
Vaublanc déploie une activité contre-révolutionnaire et ultra-royaliste passionnée à la tête de son ministère, si bien que le roi lui-même qualifie son activisme « de dévouement à perdre haleine ». Lors des débats portant sur la présentation par le garde des Sceaux d'une loi portant sur le rétablissement des cours prévôtales devant la Chambre introuvable, Vaublanc prend la parole et s'écrie : « la France veut son Roi ». Dans une grande acclamation, les députés de la Chambre et les personnes présentes dans les tribunes se lèvent en répétant : « Oui la France veut son Roi ! ».
Dès le 2 octobre 1815, il envoie une circulaire à tous les préfets leur rappelant les priorités de leur fonction dans cette période troublée par la Terreur blanche : « Mettez au premier rang de vos devoirs le maintien de l'ordre (...) la vigilance prévient les désordres et rend inutile l'emploi de la force ». Il en profite pour verrouiller le corps préfectoral au profit des royalistes en déplaçant ou limogeant 22 préfets de sorte qu'il n'est plus de préfet ayant eu une quelconque activité sous les Cent-Jours à la fin de son ministère.
Le 18 novembre, il signe une ordonnance visant à remplacer l'état-major de la garde nationale par un comité de trois inspecteurs généraux qui constituent le conseil du colonel-général qui n'est autre que le comte d'Artois. Cette ordonnance enlève le droit de regard des autres ministres sur les nominations de ces derniers. Ceci permet aux Ultras de s'infiltrer dans cette institution.
Par une ordonnance du 13 janvier 1816, il accélère le renouvellement des maires et des adjoints de deux ans. Vaublanc explique cette mesure au préfet : « Par ce renouvellement, vous devez éloigner aussi les maires et les adjoints qui sans être dans le cas d'une révocation formelle, vous paraîtront peu convenir à leur place ».

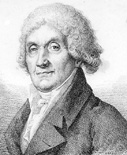
Le secrétaire perpétuel Suard est l'inspirateur de la réorganisation controversée de l'Académie française.

En contresignant l'ordonnance du 21 mars 1816, il participe à la réorganisation controversée de l'Institut de France à la suite d'une lettre de Jean Baptiste Antoine Suard, secrétaire perpétuel de l'Académie française, dans laquelle il est écrit : 

« Je ne puis me lasser de vous répéter qu'il s'y manifeste un esprit révolutionnaire dont il est urgent d'arrêter l'influence par une sage prévenance dans certaines dispositions des statuts que vous aller vous donner »

, ce qui lui permet de nommer directement neuf académiciens sur onze.

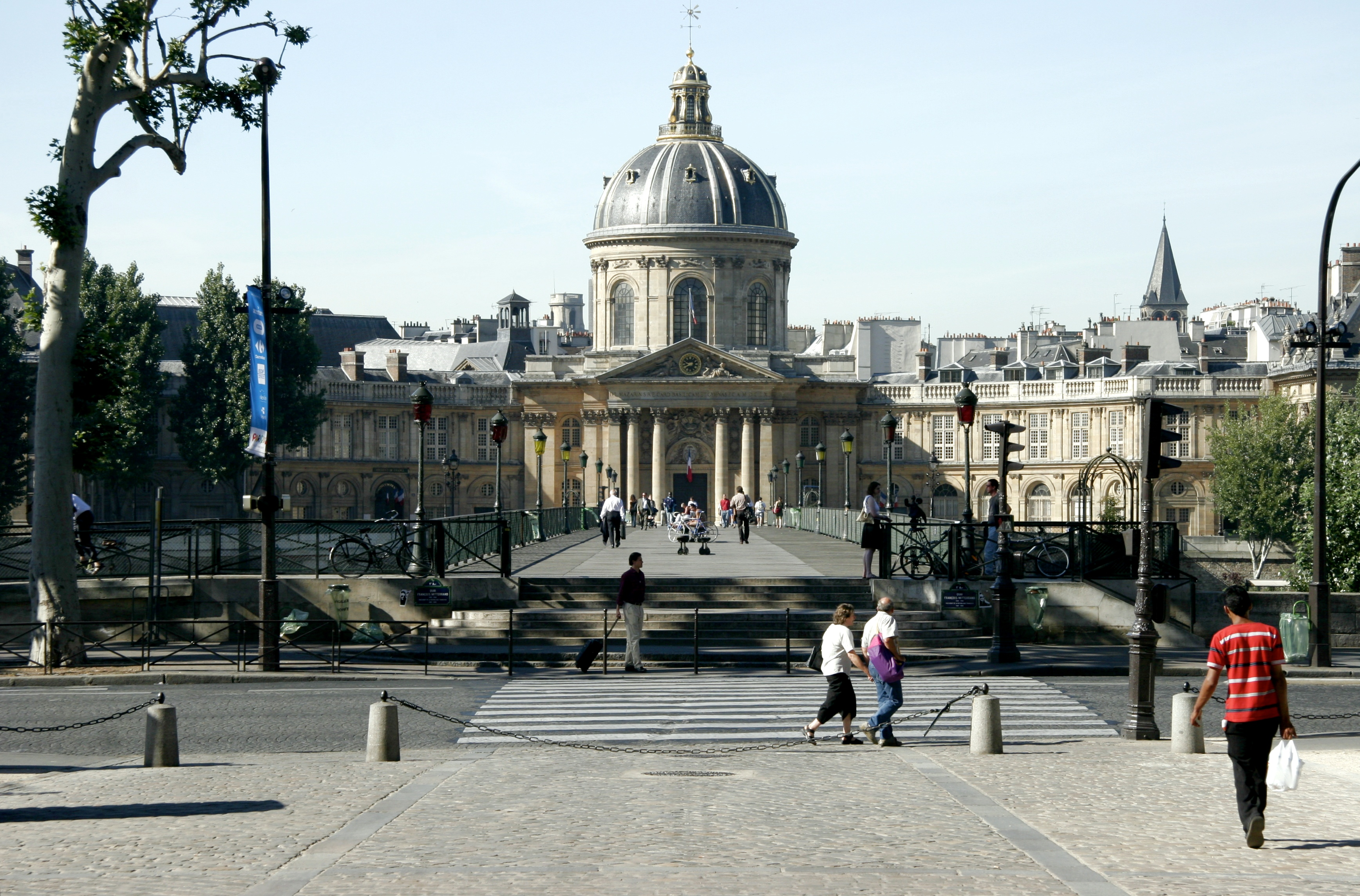
L'Institut de France où siège l'Académie française.

Ce bouleversement académique qualifié de « royale bienveillance » fut diversement apprécié. Le parti libéral lui reproche notamment d'avoir remplacé le poète Arnault par le duc de Richelieu, Roederer par le duc de Lévis et Charles-Guillaume Étienne par le comte Choiseul-Gouffier, académiciens considérés comme d'une valeur littéraire peu significative,. Il gagne dans cette affaire le surnom de « Maupeou de la littérature ».
Toujours dans cette volonté de changement, il propose de créer un ministère des Beaux-Arts pour Châteaubriand, proposition refusée par le duc de Richelieu. Le 6 avril 1816, il est élu membre libre de l'Académie des Beaux-Arts d'où il a évincé le peintre David.
En tant que ministre de l'Intérieur, il doit présenter une nouvelle loi électorale. Vaublanc propose sans conviction, en s'appuyant sur l'article 37 de la Charte de 1814, le renouvellement de la Chambre par cinquième tous les ans. Ce projet de loi, qui a de nouveau pour but de verrouiller l'accès à la Chambre en faveur des royalistes, établit deux degrés d'élection : les collèges cantonaux composés de fonctionnaires publics et des soixante plus imposés, nomment les candidats, parmi lesquels on choisit définitivement le collège du département, également formé des principaux fonctionnaires publics, des soixante-dix plus forts contribuables et d'un supplément d'électeurs désignés par les collèges de cantons parmi les citoyens payant trois cents francs et plus de contribution directe. Ce projet est rejeté par 89 voix contre 57 par la Chambre des députés des départements le 3 avril 1816. Celle-ci, est en effet désireuse de rester au pouvoir le plus longtemps possible, elle fait alors une contre proposition consistant en un renouvellement général tous les cinq ans, proposition rejetée par le gouvernement. La France reste donc sans loi électorale.
Le 10 avril 1816, en plein conseil des ministres, Decazes, le ministre de la police, l'interpelle par cette phrase : « Vous n'êtes que le ministre du comte d'Artois et vous voudriez être plus puissant que les ministres du roi ! ». Vaublanc répond cinglant : « Si j'étais plus puissant que vous, j'userais de mon pouvoir pour vous faire accuser de trahison car vous êtes, Monsieur Decazes, traître au roi et au pays ».
Le 13 avril 1816, il participe au limogeage des élèves de l'École polytechnique, auteurs de « chahuts et d'actes d'indisciplines », en fait majoritairement bonapartistes, depuis la Seconde Restauration.
Les alliés qui occupent toujours la France s'inquiètent des dissensions surgissant au sein du gouvernement français. L'ambassadeur russe à Paris, le corse Pozzo di Borgo, va même jusqu'à mettre nommément en cause Vaublanc : « Une des sources principales de désordre a été la composition hétérogène du ministère ; la défection de celui de l'Intérieur a paralysé toute la force de l'autorité et l'influence de la Couronne sur les Chambres... ».
Les rivalités de personnes entre le ministre de l'Intérieur Vaublanc et le couple Richelieu-Decazes, les liens très étroits entre le premier et Monsieur (futur Charles X) ajoutés à l’éclat du 10 avril et enfin au mémoire remis au roi dans lequel Vaublanc insiste sur « l’indispensable nécessité d’une marche plus ferme, plus résolue » entraînent sa chute.
Le ministre Richelieu contraint le roi à le renvoyer en mettant sa démission dans la balance. Louis XVIII finit par céder et lorsqu'il lui réclame l'ordonnance pour la contresigner comme le raconte Mathieu Molé, l'épisode vire au vaudeville.
Il quitte le ministère le 8 mai 1816 (en même temps que Barbé-Marbois, ministre de la Justice, limogé en contrepartie sur demande du comte d'Artois). Remplacé par Lainé, il reçoit du roi en compensation les titres honorifiques de ministre d'État et de membre du conseil privé.

## Député de la chambre de 1820 à 1827
Dans le contexte de l'assassinat du duc de Berry, il est élu le 13 novembre 1820 (puis réélu le 10 octobre 1821 et le 6 mars 1824 mais pas en 1827) par le collège départemental du Calvados lors d'un renouvellement de la Chambre par cinquième. Il y siège du côté des Ultra-royalistes. Il siège à l'extrême droite de 1821 à 1822, puis au centre droit de 1822 à 1824 et au centre gauche de 1824 à 1827, tout en appartenant à l'opposition de droite. Lors de la session de 1822, il est élu l'un des vice-présidents de -la Chambre.
Il est dans le même temps choisi par la Guadeloupe, où il est copropriétaire d'une sucrerie dans la paroisse de Basse-Terre, comme député auprès du gouvernement de 1820 à 1830. Il préconise alors plusieurs changements dans l'ordre judiciaire et l'administration des colonies tel que la création d'un entrepôt.
Avec ces collègues de la Chambre, François-Régis de La Bourdonnaye, comte de la Breteche et le baron de Vitrolles, il contrôle une partie de la presse ultra-royaliste à commencer par La Quotidienne et Le Drapeau Blanc
En janvier 1823, il se prononce en faveur de l’expédition d'Espagne et est nommé membre de la commission d'enquête demandée par le Roi et présidée par le maréchal Macdonald pour examiner les exactions commises,.
Il se brouille avec l'ancien rapporteur de son projet de loi électorale de 1816, le comte de Villèle, devenu président du Conseil, qui lui restreint ses libres entrées auprès du roi Charles X.
À l'approche de la Révolution de 1830, il transmet un mémoire au roi Charles X, par l'intermédiaire du comte Chabrol, ministre de la marine, dans lequel il préconise certaines réformes.
À plusieurs reprises, l'éventualité de son retour aux affaires est envisagée, mais sans aboutir. Le prince Talleyrand y est un temps favorable et le roi Charles X regrette l'échec de son projet de loi électorale de 1816.
Il est à nouveau nommé au Conseil d'État le 25 juillet 1830 avec la promesse écrite d'être nommé à la pairie quand seraient publiées les ordonnances de juillet 1830 qu'il n'a pas souhaitées. C'est alors qu'intervient la chute de Charles X.
Il se retire de la vie publique après l'accession au trône de Louis-Philippe en 1830. Il occupe alors son temps à écrire ses Mémoires. Il meurt à demi aveugle le 21 août 1845 dans sa 90e année, rue du Bac, à Paris. Sa lignée s'éteint avec la mort de sa fille Laurence en 1848.

## Armoiries
| Figure | Blason de la famille Viénot de Vaublanc |
|        | Famille de Vaublanc de gueules au lion passant d'or, au chef d'argent chargé d'un soleil de gueules, accosté de deux grappes de raisins de sable (alias de pourpre) - Devise : Dieu Aidant |

| Figure | Blason de baron d'Empire de Vincent-Marie Viénot de Vaublanc (1809 - 1845)                                                                                  |
| ------ | --- |
|        | Coupé, au premier mi-parti d'azur, à la tour d'argent, maçonné de sable et du quartier des Barons Préfets ; au second de gueules au lion léopardé d'argent. |

## Œuvres
- 1792 Rapport sur les honneurs et récompenses militaires, le 28 janvier 1792, fait à l'Assemblée nationale, au nom du Comité d'instruction publique. Texte en ligne :
- 1795 Réflexions sur les bases d'une constitution par le citoyen *** (sous le pseudonyme de Louis-Philippe de Segur). Paris Imprimerie nationale, Prairial an III (70 pages)
- 1804 Rivalité de la France et de l'Angleterre: depuis la conquête de l'Angleterre par Guillaume, duc de Normandie, jusqu'à la rupture du Traité d'Amiens par l'Angleterre, Paris, chez Bernard, (378 pages)
- 1818 Tables synchroniques de l'histoire de France
- 1819 Le dernier des Césars ou la chute de l'Empire romain d'Orient (poème en douze chants)
- 1820 Du gouvernement représentatif en France, Paris
- 1822 Du commerce de la France en 1820 et 1821, Paris, chez J-C Trouvé et chez Goujon
- 1828 Des administrations provinciales et municipales. Texte en ligne :
- 1833 Mémoires sur la Révolution de France et recherches sur les causes qui ont amené la Révolution de 1789 et celles qui l'ont suivie (4 volumes). Texte en ligne : ,  et
- 1833 Essai sur l'instruction et l'éducation d'un prince au XIXe siècle, destiné au duc de Bordeaux[2]
- 1838 Fastes mémorables de la France
- 1839 Souvenirs (en 2 volumes), Paris, chez Ponce Lebas et Cie
- 1839 Soliman II, Attila, Aristomène.(recueil de tragédies, tirés à 200 exemplaires)[2].
- 1843 De la navigation des colonies
- Un an sur la grand'route chez Montsouris
- Le courage des Françaises

## Décorations
- Chevalier de l'ordre de Saint-Lazare
- Chevalier de la Légion d'honneur (1803)
- Commandeur de la Légion d'honneur (1804)
- Grand officier de la Légion d'honneur (le 27 décembre 1815).

## Littérature
Le préfet de la Moselle Vaublanc apparait dans le roman 1812 le fiancé de Russie d'Anne Villemin Sicherman.

### Sources
- J. B. M. Braun, Statistique constitutionnelle de la chambre des députés: de 1814 à 1829, Huzard-Courcier, 1829, 496 p. (lire en ligne).
- Galerie historique des contemporains, ou Nouvelle biographie, dans..., Volume 8, Pierre Louis Pascal de Jullian, Phillipe Lesbroussart, Gerrit van Lennep, 1827.
- Histoire du XIXe siècle depuis les traités de Vienne, G. G. Gervinus, traduit de l'allemand par J. F. Minssen, tomes II et III.
- Histoire de la Restauration, Volume 3, Alfred Nettement.
- Fastes de la Légion-d'honneur: biographie de tous les décorés..., Jean Maurice Verdot, Pierre Bégat, 1844.
- Paul Didier: Histoire de la conspiration de 1816, Auguste Ducoin, 1816.
- L'éloquence Parlementaire Pendant La Révolution Française. Les orateurs de la Législative, F.A. Aulard, 1885.
- La conscription en Moselle sous le Ier Empire, Bernard Kappaun, pp. 181-200.
- Histoire de la restauration et des causes qui ont amené la chute..., M. Capefigue (Jean Baptiste Honoré Raymond).
- (en) When the French tried to be British, J. A. W. Gunn, Mac Gill-Queen's University Press, 2009. pp.131-172.
- Biographie des députés composant la représentation nationale: pendant les sessions de 1820 à 1822, Plancher, 1822 - 338 pages, pp.38-40.
- Biographie des députés de la Chambre Septennale de 1824 à 1830, Pierre François Marie Massey de Tyrone, pp. 440-443, 1826.
- Biographie de tous les ministres, depuis la constitution de 1791, jusqu'à..., Charles-Andre-Gustave-Leonard Gallois, pp. 541-546, 1825.
- Joseph Fr. Michaud, « Vaublanc (Vincent-Marie Vienot de) », dans Biographie universelle ancienne et moderne, supplément VAN-VIL, vol. tome 85, 1862 (lire en ligne), p. 170-180.
- Fonds Viénot et Vaublanc, 239 AP, page 303, État sommaire des fonds d'archives privées, Centre historique des archives nationales[73].
- Evelyne Lever, Louis XVIII, Fayard, 1988 (ISBN 2-213-020299).
- Emmanuel de Waresquiel et Benoit Yvert, Histoire de la Restauration. 1814-1830. Naissance de la France moderne., Perrin, 1991 (ISBN 2-262-00912-0).
- Marie-Nicolas Bouillet  et Alexis Chassang (dir.), « Vincent-Marie Viénot de Vaublanc » dans Dictionnaire universel d’histoire et de géographie, 1878 (lire sur Wikisource).
- Adolphe Robert et Gaston Cougny, Dictionnaire des parlementaires français, Paris, Edgar Bourloton, 1889-1891, VAUBLANC.
- Mémoires de Vincent-Marie Viénot, comte de Vaublanc: Mémoires sur la Révolution de France et recherches sur les causes qui ont amené la Révolution de 1789 et celles qui l'ont suivie (4 volumes), Chez G-A. Dentu, imprimeur-libraire, rue d'Erfurth, n 1 bis, Paris, 1833. Texte en ligne sur la Base BNF Gallica. ,  et
- Biographie de Vincent-Marie Viénot de Vaublanc par Emile Decoudray à la page 1049 de l'ouvrage Dictionnaire historique de la Révolution française, sous la direction de Albert Soboul, M. Suratteau et François Gendron, Presses universitaires de France, 1989  (ISBN 2-13-042522-4).
- Archives parlementaires de 1787 à 1860 : recueil complet des débats législatifs et politiques des Chambres françaises. Première série, 1787 à 1789. Tomes LI, XLII et XLIII.
- Des informations concernant son gendre George Charles Potter sont disponibles dans l'ouvrage de Patrice Valfré : C. Potter, le potier révolutionnaire et ses manufactures de paris, Chantilly, Montereau..., 2012, p. 18, 145 et 283. À la page 145, nous trouvons une intéressante citation de Viénot de Vaublanc concernant une tentative de restauration monarchique en 1796-1797, initiée par Barras et Potter père.

### Pour aller plus loin

#### Généalogie
- Seconde Restauration
- Famille Viénot de Vaublanc
- Jean-Baptiste Bernard Viénot de Vaublanc
- Vincent-Victor Henri Viénot de Vaublanc
- Familles subsistantes de la noblesse française (L à Z)
- Liste des ministres de l'intérieur
- Liste des présidents de l'Assemblée nationale française et des chambres assimilées
- Liste des préfets de la Moselle
- Sa fille unique Laurence Viénot de Vaublanc, épouse en 1820 George Charles Potter, fils de Christophe Potter (1751-1817), ancien membre du Parlement britannique devenu l'un des plus importants manufacturiers français dans le secteur de la céramique.